# Лебедева, Юлия Владимировна
Ю́лия Влади́мировна Ле́бедева (арм. Յուլիա Լեբեդևա, 26 февраля 1978, Москва, РСФСР, СССР) — российская и армянская фигуристка. Участница зимних Олимпийских игр 2002 года.

## Биография
Юлия Лебедева родилась 26 февраля 1978 года в Москве.
Занималась фигурным катанием с 1983 года. Тренировалась под началом Игоря Русакова и хореографа Ирины Колгановой.
До 1999 года выступала в одиночном катании за Россию. В 1995 году выиграла юниорский Кубок Польской ассоциации фигурного катания в Гданьске.
Дважды участвовала в чемпионате России: в 1998 году заняла 6-е место, в 1999 году — 11-е.
С 1999 года выступала за Армению. Трижды участвовала в чемпионате Европы: в 2000 и 2002 годах заняла 22-е место, в 2001 году — 33-е. На чемпионате мира 2000 года стала 27-й.
В 2002 году вошла в состав сборной Армении на зимних Олимпийских играх в Солт-Лейк-Сити. Заняла последнее, 27-е место в короткой программе, набрав 68,1 балла и не попала в число 24 финалисток, уступив 8,3 балла худшей из квалифицировавшихся Роксане Луке из Румынии.
В том же году завершила выступления.